# 八木沢れいな
八木沢 れいな（やぎさわ れいな、1976年3月24日 - ）は、日本の元ファッションモデル、女優。

## 経歴
埼玉県出身。埼玉県立坂戸高等学校卒業。高校時代には写真部に所属していた。
1995年、同年度の旭化成水着マスコットガールに選出される。
現在は一般男性と結婚している。

## 出演

### テレビ
- なるほど!ザ・ワールド（1995年、フジテレビ系）

### テレビドラマ
- 風の刑事・東京発!（1995年 - 1996年、テレビ朝日） - 小田陽子 役

### CM
- 花王「ケープスーパーハード」「エクスケア」
- VISAインターナショナル 「マーガレットミッチェル」(アトランタ編)

## 作品

### 写真集
- TUNE UP! 八木沢れいな写真集（1996年、スコラ、ISBN 4-7962-0383-4）

### ビデオ
- Pico 美少女ファイル 20 八木沢れいな REINA（1996年、芳友メディアプロデュース、ISBN 4-89392-229-7）